# A Girl and Two Boys
A Girl and Two Boys è un cortometraggio muto del 1915 diretto da Frank Cooley. Prodotto dalla American Film Manufacturing Company, aveva come interpreti Virginia Kirtley, Joe Harris e Webster Campbell, che firma anche il soggetto del film.

## Trama
Vecchi amici ma rivali in amore, Jim e Billy sono innamorati della stessa ragazza, Marion Carroll. Billy porta Marion prima a teatro e poi a cena. Al ristorante, le ordinazioni della ragazza sono così disinvolte che Billy si accorge che, al momento di pagare il conto, non avrà il denaro necessario per saldarlo. Accorgendosi che nel separé accanto si trova Jim, va da lui a chiedergli un prestito. L'amico rivale acconsente a pagargli il conto a patto che poi, con qualche scusa, Billy si eclissi e lasci che a riportare a casa Marion sia invece lui. Marion, che non si è accorta di tutte quelle manovre, prende alla fine il taxi con Jim che, quando la lascia a casa sua, si rende conto che non gli sono rimasti i soldi per pagare anche l'autista.

Arrestato, viene portato alla centrale di polizia da dove telefona a Billy per chiedergli di venire a pagare. Billy, invece di aiutarlo, chiama Marion raccontandole che l'amico passerà la notte in cella. La ragazza corre al posto di polizia, paga quel che deve, si prende Jim, lo impacchetta nel taxi e se lo porta a casa. Da dove richiama Billy, dicendogli con voce flautata: "Grazie per avermi avvertita. Sono andata, l'ho preso e adesso siamo fidanzati".

## Produzione
Il film fu prodotto dalla American Film Manufacturing Company.

## Distribuzione
Distribuito dalla Mutual, il film - un cortometraggio in due bobine - uscì nelle sale statunitensi il 19 gennaio 1915.